# 2 euro commemorativi emessi nel 2017
| Immagine | Paese              | Tema | Tiratura   | Emissione         |
| --- | ------------------ | --- | ---------- | ----------------- |
| | Slovacchia         | 550º anniversario dell’Università Istropolitana                                                                             | 1.000.000  | 4 gennaio 2017    |
| Descrizione: il disegno raffigura un insegnante e due studenti seduti davanti alla facciata dell’università Istropolitana di Bratislava. In alto a sinistra, racchiuso in un medaglione, figura il re Mattia Corvino, fondatore dell’università. Sopra il medaglione figura l’iscrizione «1467», anno di inaugurazione dell’università. Il paese di emissione «SLOVENSKO» è indicato alla base del cerchio interno, sopra l’anno di emissione «2017». Lungo il bordo sinistro del cerchio interno figura la dicitura «UNIVERZITA», mentre lungo il bordo destro è riportata l’iscrizione «ISTROPOLITANA». In basso a sinistra figura il marchio della zecca di Kremnica (Mincovňa Kremnica) ovvero le iniziali «MK» tra due dadi. Sotto il marchio della zecca figurano le iniziali «MP» della disegnatrice Mária Poldaufová. Sull’anello esterno della moneta figurano le 12 stelle della bandiera dell’Unione europea. |                    | |            |                   |
| | Slovenia           | 10º anniversario dell’introduzione dell’Euro in Slovenia                                                                    | 1.000.000  | 2 febbraio 2017   |
| Descrizione: il disegno raffigura 10 rondini in volo che formano un cerchio. Nella metà inferiore figura, a semicerchio, la dicitura «10 LET SKUPNE EVROPSKE VALUTE». In alto a sinistra figura la dicitura «SLOVENIJA 2017». Le due diciture sono separate da un punto. Sull’anello esterno della moneta figurano le 12 stelle della bandiera dell’Unione europea. |                    | |            |                   |
| | Germania           | Presidenza alla Renania-Palatinato al Bundesrat: Porta Nigra a Treviri 12ª moneta della I serie dedicata ai Länder tedeschi | 30.000.000 | 3 febbraio 2017   |
| Descrizione: il disegno raffigura la Porta Nigra di Treviri, che è probabilmente la porta cittadina romana meglio conservata a nord delle Alpi. Nella parte interna figurano anche il nome «RHEINLAND-PFALZ» e, in basso, il codice del paese di emissione «D». A sinistra figura il marchio della zecca («A», «D», «F», «G» o «J») mentre l’anno «2017» figura nella parte superiore. A destra sono riportate le iniziali del disegnatore «CH» (Chocola Frantisek). Sull’anello esterno della moneta figurano le 12 stelle della bandiera dell’Unione europea. |                    | |            |                   |
| | Spagna             | Chiesa di Santa Maria del Naranco a Oviedo 8ª moneta della serie dedicata ai siti spagnoli Patrimonio dell'umanità UNESCO   | 500.000    | 6 febbraio 2017   |
| Descrizione: il disegno raffigura in primo piano la chiesa di Santa Maria del Naranco. Nella parte superiore del cerchio interno, in senso circolare, figura il nome del paese di emissione «ESPAÑA», al di sotto del quale è indicato, a destra, l’anno di emissione «2017». Nella parte sinistra del cerchio interno figura il marchio della zecca. Sull’anello esterno della moneta figurano le 12 stelle della bandiera dell’Unione europea. |                    | |            |                   |
| | Lussemburgo        | 50º anniversario dell’introduzione del servizio militare volontario nell’esercito lussemburghese                            | 300.000    | 9 febbraio 2017   |
| Descrizione: il disegno raffigura, a destra, Sua Altezza Reale il Granduca Henri, con lo sguardo rivolto a destra, e riporta, a sinistra, la dicitura «50 Joer Fräiwëllegen-Arméi» sotto forma di logo. Nella parte superiore del disegno figura l’anno di emissione «2017», affiancato dal marchio e dalle iniziali del direttore della zecca. In basso figura il nome del paese di emissione «LËTZEBUERG». Sull’anello esterno della moneta figurano le 12 stelle della bandiera dell’Unione europea. |                    | |            |                   |
| | Francia            | 100º anniversario della scomparsa di Auguste Rodin                                                                          | 10.000.000 | 21 febbraio 2017  |
| Descrizione: la zecca di Parigi rende omaggio all’illustre scultore francese Auguste Rodin in occasione del 100º anniversario della sua morte. Nato nel 1840, Rodin è una delle principali icone del realismo. Opere come Il pensatore, Il bacio, La porta dell’inferno o I borghesi di Calais rimarranno per sempre capolavori mondiali della scultura. Il disegno raffigura, fronte contro fronte, Auguste Rodin e Il pensatore, la sua opera più famosa. La dicitura RF, che sta per «République Française», è incisa in rilievo sulla parte superiore della moneta. Sulla barba dell’artista figurano il nome, «A. Rodin», e le date pertinenti, «1917-2017». Sull’anello esterno della moneta figurano le 12 stelle della bandiera dell’Unione europea. |                    | |            |                   |
| | San Marino         | 750º anniversario della nascita di Giotto                                                                                   | 70.500     | 30 marzo 2017     |
| Descrizione: a sinistra, particolare del campanile di Santa Maria del Fiore a Firenze, opera architettonica di Giotto; in verticale, le scritte SAN MARINO, GIOTTO e 1267-2017 a indicazione delle date; a destra, particolare del ritratto di Giotto e iniziali LDS dell’autrice Luciana De Simoni; in basso, l’identificativo R della Zecca di Roma. Sull’anello esterno della moneta figurano le 12 stelle della bandiera dell’Unione europea. |                    | |            |                   |
| | Belgio             | 200º anniversario dell'Università di Liegi                                                                                  | 200.000    | 21 aprile 2017    |
| Descrizione: nel tondo interno è raffigurato lo stemma dell’Università di Liegi affiancato dalle date 1817 e 2017 e racchiuso, ad arco, dalla scritta 200 ANS UNIVERSITE DE LIEGE – 200 YEARS UNIVERSITY OF LIEGE e dall’indicazione del paese BE. A destra e a sinistra dell’indicazione del paese figurano, rispettivamente, la testa elmata dell’arcangelo Michele, marchio della zecca di Bruxelles, e lo stemma del comune di Herzele, marchio del direttore della zecca. Sull’anello esterno della moneta figurano le 12 stelle della bandiera dell’Unione europea. |                    | |            |                   |
| | Finlandia          | 100º anniversario dell'Indipendenza della Finlandia                                                                         | 2.500.000  | 1º giugno 2017    |
| Descrizione: nel tondo interno è riportato un motivo a mosaico in cui le tessere più rade sulla destra tracciano una sagoma cartografica della Finlandia. In verticale sulla sinistra figurano, un elemento sotto l’altro, la scritta «SUOMI FINLAND» con accanto l’anno dell’indipendenza «1917» e l’anno di emissione «2017». A metà del tondo, sulla destra, figurano l’indicazione del paese di emissione «FI» e il marchio della zecca. Sull’anello esterno della moneta figurano le 12 stelle della bandiera dell’Unione europea. |                    | |            |                   |
| | Città del Vaticano | 1950º anniversario del martirio dei Santi Pietro e Paolo                                                                    | 105.000    | 1º giugno 2017    |
| Descrizione: sono raffigurati San Pietro e San Paolo con i rispettivi simboli delle chiavi e della spada. A semicerchio in alto figura la scritta «CITTÀ DEL VATICANO». A semicerchio in basso figura la scritta «1950º DEL MARTIRIO DEI SANTI PIETRO E PAOLO». In basso a sinistra è indicato l’anno di emissione «2017», in basso a destra l’identificativo «R» della zecca; tra i due figura il nome dell’autore «G. TITOTTO». Sull’anello esterno della moneta figurano le 12 stelle della bandiera dell’Unione europea. |                    | |            |                   |
| | Italia             | 400º anniversario del completamento della Basilica di San Marco a Venezia                                                   | 1.500.000  | 21 giugno 2017    |
| Descrizione: facciata della Basilica di San Marco a Venezia; in esergo, le date «1617» e «2017», rispettivamente anno di completamento della Basilica e anno di emissione della moneta, poste ai lati del monogramma «RI» della Repubblica italiana; in basso, la scritta «SAN MARCO»; a destra «LDS», iniziali dell’autrice Luciana De Simoni; in alto, la scritta «VENEZIA» e «R», identificativo della Zecca di Roma. Sull’anello esterno della moneta figurano le 12 stelle della bandiera dell’Unione europea. |                    | |            |                   |
| | Estonia            | Cammino dell'Estonia verso l'indipendenza                                                                                   | 1.500.000  | 26 giugno 2017    |
| Descrizione: è raffigurato il tronco sinuoso di una quercia affiancato, da un lato, dai rami e, dall’altro lato, dalle foglie. I rami simboleggiano l’epoca di rivoluzioni e privazioni da cui è andata spianandosi la via verso l’indipendenza dell’Estonia; le foglie simboleggiano la forza, le realizzazioni e la longevità dell’Estonia. In basso, a sinistra della curva del tronco, è iscritta la dicitura «MAAPÄEV» (Dieta provvisoria dell’Estonia), con sopra l’anno «1917». In basso, sul lato destro, figura il nome del paese di emissione «EESTI» con sotto l’anno di emissione «2017». Sull’anello esterno della moneta figurano le 12 stelle della bandiera dell’Unione europea. |                    | |            |                   |
| | Malta              | Ħaġar Qim 2ª moneta della serie dedicata ai siti preistorici maltesi                                                        | 350.000    | 27 giugno 2017    |
| Descrizione: la moneta raffigura i templi megalitici di Hagar Qim. In alto a destra figurano, una sotto l’altra, le scritte «HAGAR QIM», «TEMPLES» e «3600-3200 BC» a indicazione degli anni. In basso a sinistra sono indicati il paese di emissione «MALTA» e, sotto, l’anno di emissione «2017». In basso a destra sono riportate le iniziali «NGB» dell’autore Noel Galea Bason. Sull’anello esterno della moneta figurano le 12 stelle della bandiera dell’Unione europea. |                    | |            |                   |
| | Grecia             | 60º anniversario della scomparsa di Nikos Kazantzakis                                                                       | 750.000    | 13 luglio 2017    |
| Descrizione: è raffigurato di profilo Nikos Kazantzakis, uno dei più grandi scrittori greci del XX secolo. A sinistra lungo la circonferenza del cerchio interno figurano le diciture «ΕΛΛΗΝΙΚΗ ΔΗΜΟΚΡΑΤΙΑ» e «ΝΙΚΟΣ ΚΑΖΑΝΤΖΑΚΗΣ» ("REPUBBLICA ELLENICA" e "NIKOS KAZANTZAKIS" in greco). Completano le iscrizioni l’anno di emissione «2017», in alto, e una palmetta (marchio della zecca greca), a destra. In basso a destra è visibile il monogramma dell’artista (George Stamatopoulos). Sull’anello esterno della moneta figurano le 12 stelle della bandiera dell’Unione europea. |                    | |            |                   |
| | Portogallo         | 150º anniversario della fondazione del Corpo di polizia portoghese                                                          | 500.000    | 13 luglio 2017    |
| Descrizione: il disegno riporta figure umane ed edifici, in rappresentanza simbolica dei cittadini e delle aree urbane in cui opera principalmente la Pubblica sicurezza, e il simbolo semplificato della polizia. Le scritte nel campo monetale comprendono l’anno «1867» e l’anno di emissione «2017», il paese di emissione «PORTUGAL», l’oggetto della commemorazione («SEGURANÇA PÚBLICA» – Pubblica sicurezza), i tre elementi principali della cittadinanza («DIREITOS», «LIBERDADES», «GARANTIAS» – diritti, libertà, garanzie) e il nome dell’autore JOSÉ DE GUIMARÃES. Sull’anello esterno della moneta figurano le 12 stelle della bandiera dell’Unione europea. |                    | |            |                   |
| | Lituania           | Vilnius, capitale della cultura e dell’arte                                                                                 | 1.000.000  | 31 agosto 2017    |
| Descrizione: il disegno ritrae uno scorcio del panorama cittadino di Vilnius. Sul lato sinistro figura l’iscrizione «VILNIUS» e il segno del disegnatore. Sul lato destro, in alto, compare il nome del paese di emissione «LIETUVA» e l’anno di emissione «2017». Al centro è riportato il segno della zecca. Sull’anello esterno della moneta figurano le 12 stelle della bandiera dell’Unione europea. |                    | |            |                   |
| | San Marino         | Anno internazionale del turismo sostenibile per lo sviluppo                                                                 | 70.500     | 31 agosto 2017    |
| Descrizione: il disegno mostra al centro la Terra circondata dalle onde; a destra figura un cerchio con la lettera «A», simbolo del disegnatore, Andrew Lewis. Ad arco appaiono, in alto, la scritta «TURISMO SOSTENIBILE» e, in basso, «SAN MARINO» e l’anno «2017»; a destra sono riportate le iniziali dell’incisore, Uliana Pernazza, «UP INC»; a sinistra la lettera «R», segno della Zecca italiana, che ha curato la coniazione. L’Assemblea generale delle Nazioni Unite ha proclamato il 2017 Anno internazionale del turismo sostenibile per lo sviluppo. Per turismo sostenibile si intende un modo di viaggiare che rispetta il pianeta, non altera l’ambiente naturale, sociale e artistico e non ostacola lo sviluppo di altre attività sociali ed economiche. Si tratta di un tipo di turismo all’antitesi del turismo di massa e che punta a favorire le economie più deboli. La Repubblica di San Marino ha dedicato al tema una moneta commemorativa di 2 euro, disegnata dall’artista canadese Andrew Lewis, per promuovere una nuova mentalità e per incoraggiare i turisti al rispetto dell’ambiente. Sull’anello esterno della moneta figurano le 12 stelle della bandiera dell’Unione europea. |                    | |            |                   |
| | Francia            | 25º anniversario del nastro rosa, simbolo della lotta contro il cancro al seno                                              | 10.000.000 | 28 settembre 2017 |
| Descrizione: dagli anni Novanta la lotta contro il cancro al seno è al centro di importanti campagne in tutto il mondo. In occasione del 25º anniversario del Nastro Rosa, simbolo di questa lotta, la Monnaie de Paris, la zecca di Parigi, ha deciso di sostenere questa causa. Da ben 15 anni il premio Nastro Rosa viene attribuito ogni anno a sostegno della ricerca e dell'innovazione. Il disegno rappresenta il busto di una donna il cui seno è simbolicamente protetto da una mano e dal Nastro. Sul lato destro figura l'iscrizione «25e ANNIVERSAIRE DU RUBAN ROSE» (25º anniversario del Nastro Rosa). Sempre sul lato destro sono incisi gli anni «1992 – 2017», la sigla del paese di emissione «RF» e il segno della zecca. Sull'anello esterno della moneta figurano le 12 stelle della bandiera dell'Unione europea. |                    | |            |                   |
| | Belgio             | 200º anniversario dell'Università di Gand                                                                                   | 200.000    | 29 settembre 2017 |
| Descrizione: nel tondo interno è raffigurato lo stemma dell’Università di Gent, con sotto incise le date «1817 - 2017», racchiuso, ad arco, dalla scritta «200 JAAR UNIVERSITEIT GENT - 200 YEARS UNIVERSITY OF GHENT» e dalla sigla del paese «BE». A destra e a sinistra della sigla del paese figurano, rispettivamente, la testa elmata dell’arcangelo Michele, segno della zecca di Bruxelles, e lo stemma del comune di Herzele, segno del direttore della zecca. Sull’anello esterno della moneta figurano le 12 stelle della bandiera dell’Unione europea. |                    | |            |                   |
| | Città del Vaticano | 100º anniversario delle apparizioni della Madonna di Fátima                                                                 | 105.000    | 5 ottobre 2017    |
| Descrizione: il disegno rappresenta i tre pastorelli ai quali è apparsa Maria e sullo sfondo il santuario di Fatima. In alto, a semicerchio, è riportata la dicitura «CITTÀ DEL VATICANO», sotto la quale figura l’anno «1917». Sotto l’anno, da sinistra a destra, compare l’iscrizione «FATIMA 2017». Nella parte sinistra è inciso il segno della zecca «R» e nella parte bassa il nome della disegnatrice «O.ROSSI». Sull’anello esterno della moneta figurano le 12 stelle della bandiera dell’Unione europea. |                    | |            |                   |
| | Grecia             | Sito archeologico di Filippi                                                                                                | 750.000    | 17 ottobre 2017   |
| Descrizione: sono raffigurati parte della basilica B e motivi decorativi geometrici ispirati alla cornice di un mosaico di epoca ellenica rinvenuto nel sito. Lungo la circonferenza del cerchio interno figurano le diciture «ΑΡΧΑΙΟΛΟΓΙΚΟΣ ΧΩΡΟΣ ΦΙΛΙΠΠΩΝ» e «ΕΛΛΗΝΙΚΗ ΔΗΜΟΚΡΑΤΙΑ» ("SITO ARCHEOLOGICO DI FILIPPI" e "REPUBBLICA ELLENICA" in greco). Completano le iscrizioni sullo sfondo l’anno di emissione «2017» e, a destra, una palmetta (marchio della zecca greca). In basso a sinistra è visibile il monogramma dell’artista (George Stamatopoulos). Sull’anello esterno della moneta figurano le 12 stelle della bandiera dell’Unione europea. |                    | |            |                   |
| | Finlandia          | Natura finlandese | 500.000    | 21 ottobre 2017   |
| Descrizione: nel tondo interno della moneta figura la rappresentazione cartografica della luna vista dall’isola di Harmaja in Finlandia. Davanti alla luna è raffigurato un corvo appollaiato su un ramo. Nella parte inferiore, al centro, è inciso l’anno di emissione, «2017». A metà del disegno, figurano, a sinistra, l’indicazione del paese di emissione «FI» e, a destra, il segno della zecca. Sull’anello esterno della moneta figurano le 12 stelle della bandiera dell’Unione europea. |                    | |            |                   |
| | Cipro              | Pafo, capitale europea della cultura                                                                                        | 430.000    | 3 novembre 2017   |
| Descrizione: il disegno raffigura l’antico Odeon di Pafo, un piccolo anfiteatro risalente al II secolo d. C., che oggi accoglie in estate spettacoli di teatro e di musica e che ospiterà una serie di eventi nel quadro del programma «Pafo 2017 — Capitale europea della cultura». Nel tondo interno della faccia nazionale della moneta sono riportati il paese di emissione «ΚΥΠΡΟΣ KIBRIS» e la frase «Πάφος 2017 — Πολιτιστική πρωτεύουσα Ευρώπης» (Pafo 2017 — Capitale europea della cultura). Sull’anello esterno della moneta figurano le 12 stelle della bandiera dell’Unione europea. |                    | |            |                   |
| | Malta              | Pace 2ª moneta della serie "Dai Bambini con Solidarietà"                                                                    | 350.000    | 13 novembre 2017  |
| Descrizione: il tema della moneta s’incentra sul concetto di solidarietà e di pace. Il disegno, creato da uno studente, raffigura due bambini che sorreggono la bandiera maltese sui quali aleggia la colomba della pace. In basso è riportato il nome del paese di emissione «Malta» e sul lato destro figura l’anno di emissione «2017». Sull’anello esterno della moneta figurano le 12 stelle della bandiera dell’Unione europea. |                    | |            |                   |
| | Monaco             | 200º anniversario della Compagnia dei carabinieri del principe                                                              | 15.000     | 13 novembre 2017  |
| Descrizione: il disegno raffigura un CARABINIER e sullo sfondo il Palazzo dei Principi di Monaco. In alto è riportata la dicitura «MONACO», affiancata dal marchio della zecca e dal marchio del direttore della zecca. In basso sono indicati gli anni «1817-2017», al di sotto dei quali è riportata la dicitura «CARABINIERS DU PRINCE». Sull’anello esterno della moneta figurano le 12 stelle della bandiera dell’Unione europea. |                    | |            |                   |
| | Lettonia           | Curlandia 2ª moneta della serie dedicata alle Regioni della Lettonia                                                        | 500.000    | 14 novembre 2017  |
| Descrizione: il disegno riproduce lo stemma della regione Curlandia. Nella parte superiore è inciso il nome del paese emittente «LATVIJA» e nella parte inferiore l’iscrizione «KURZEME». A destra è riportato l’anno di emissione «2017». Sull’anello esterno della moneta figurano le 12 stelle della bandiera dell’Unione europea. |                    | |            |                   |
| | Lettonia           | Letgallia 3ª moneta della serie dedicata alle Regioni della Lettonia                                                        | 500.000    | 14 novembre 2017  |
| Descrizione: il disegno riproduce lo stemma della regione Letgallia. Nella parte superiore è inciso il nome del paese emittente «LATVIJA» e nella parte inferiore l’iscrizione «LATGALE». A destra è riportato l’anno di emissione «2017». Sull’anello esterno della moneta figurano le 12 stelle della bandiera dell’Unione europea. |                    | |            |                   |
| | Italia             | 2000º anniversario della scomparsa di Tito Livio                                                                            | 1.500.000  | 20 novembre 2017  |
| Descrizione: busto dello storico romano Tito Livio, tratto da un’opera di Lorenzo Larese Moretti; nel campo di sinistra, «RI», monogramma della Repubblica italiana, e «C.M.», iniziali dell’autrice Claudia Momoni; nel campo di destra, «17» e «2017», rispettivamente anno della scomparsa di Livio e anno di emissione della moneta, e «R», identificativo della Zecca di Roma; in giro, cerchio di pallini e scritta «TITO • LIVIO». Sull’anello esterno della moneta figurano le 12 stelle della bandiera dell’Unione europea. |                    | |            |                   |
| | Portogallo         | 150º anniversario della nascita di Raul Brandão                                                                             | 500.000    | 21 novembre 2017  |
| Descrizione: il disegno raffigura il volto di Raul Brandão. Sul lato sinistro è riportata la dicitura «RAUL BRANDÃO», al di sotto della quale sono indicati gli anni «1867» e «2017». In basso a destra è riportato il nome del paese di emissione «PORTUGAL» e in alto a destra figura il nome dell’autore «LUIS FILIPE DE ABREU», seguito dal marchio della zecca «INCM». Sull’anello esterno della moneta figurano le 12 stelle della bandiera dell’Unione europea. |                    | |            |                   |
| | Lussemburgo        | 200º anniversario della nascita del granduca Guglielmo III                                                                  | 300.000    | 14 dicembre 2017  |
| Descrizione: il disegno raffigura, a sinistra, l’effigie di Sua Altezza Reale il Granduca Enrico, con lo sguardo rivolto a sinistra, e, a destra, l’effigie di Sua Altezza Reale il Granduca Guglielmo III. Nella parte alta del disegno è inciso l’anno «2017». Nella parte bassa è riportata la dicitura «GRANDS-DUCS DE LUXEMBOURG». Il nome «GUILLAUME III», seguito dall’indicazione dell’anno di nascita «*1817», figura in alto della relativa effigie. Sull’anello esterno della moneta figurano le 12 stelle della bandiera dell’Unione europea. |                    | |            |                   |
| | Andorra            | 100º anniversario dell'inno nazionale di Andorra                                                                            | 85.000     | 8 febbraio 2018   |
| Descrizione: il disegno raffigura un brano dell’inno di Andorra pubblicato nel 1914. Nella parte centrale del disegno campeggiano le prime note dell’inno, affiancate da una decorazione floreale e dall’iscrizione «Himne Andorrà» (inno di Andorra). Nella parte superiore del disegno figurano l’anno di emissione, «2017», e la dicitura «100 anys de l’himne d’Andorra» (100 anni dell’inno di Andorra). La moneta commemora il 100º anniversario dell’adozione dell’inno nazionale di Andorra per decisione del Consell General (il parlamento del Principato di Andorra) del 2 aprile 1917. Sull’anello esterno della moneta figurano le 12 stelle della bandiera dell’Unione europea. |                    | |            |                   |
| | Andorra            | Andorra - il Paese dei Pirenei                                                                                              | 85.000     | 8 febbraio 2018   |
| Descrizione: nella parte superiore del disegno è raffigurato un triangolo, composto da tre strisce ondulate, che rappresenta in forma stilizzata la carta geografica del paese, con la dicitura «Andorra» e «EL PAÍS DELS PIRINEUS» (il paese dei Pirenei). Questi tre elementi costituiscono il simbolo del Principato, proprietà del governo di Andorra, utilizzato nella comunicazione grafica per dare un’immagine uniforme, coerente e coordinata e consentire, allo stesso tempo, un riconoscimento certo e immediato. Nella parte inferiore del disegno è inciso l’anno di emissione «2017». Sull’anello esterno della moneta figurano le 12 stelle della bandiera dell’Unione europea. |                    | |            |                   |